# Rafael Farina
Rafael Antonio Salazar Motos, más conocido como Rafael Farina (Martinamor, Provincia de Salamanca, el 2 de junio de 1923-Madrid, 21 de noviembre de 1995), fue un cantante español de copla y flamenco. Su nieta es la cantante melódica Tamara y su sobrino el cantaor Diego el Cigala.

## Biografía
Nació en el seno de una familia de gitanos salmantinos dedicada a la ganadería. Su padre, Antonio Salazar Motos, tratante de ganado, se encontraba en Alba de Tormes vendiendo ganado cuando nació el pequeño Rafael en su casa de Martinamor a las manos de su madre Jesusa Motos, una tía suya y un primo, Manuel Gómez Salazar (de Garcihernández). 
Comenzó su carrera a los seis años cantando por los bares del Barrio Chino de Salamanca, acompañado por su hermano mayor, Rafael Salazar Motos «Calderas de Salamanca», también cantaor, pidiendo la voluntad de los clientes. En 1949 obtuvo cierta fama participando en un homenaje a Juanito Mojama. Anteriormente, había actuado en El Colmao. 
Merced a su ingreso en la compañía de Concha Piquer, pudo ir de gira por toda España y por América. En 1952 participó en la reposición de la obra La copla andaluza en el Teatro Pavón de Madrid. En 1956 logró estrenar su propio espectáculo y en 1968 trabajó con Lola Flores en Arte Español. 
Protagonizó seis películas en España y una en Argentina:
- Café cantante (1951) con Imperio Argentina
- Aventura para dos (1958), con Carmen Sevilla
- La copla andaluza (1959)
- Café de chinitas (1960), con Antonio Molina.
- Puente de coplas (1965), también con Antonio Molina.
- El milagro del cante (1967), con Enrique Castellón Vargas, “el Príncipe Gitano” (hermano de Dolores Vargas).
- Canciones de nuestra vida (1975)

## Estilo
Junto a Porrina de Badajoz, Rafael Farina es considerado uno de los grandes del fandango. Creó un palo, la copla flamenca. 

## Familiares
- Su hermano Rafael Salazar Motos «Calderas de Salamanca» (nótese que el hermano mayor es Rafael, y Farina se llamaba Rafael Antonio) y su hermana Juana Farina.
- Su hija Matilde Salazar Serrano (nacida el 9 de febrero de 1965 en Sevilla).
- Su sobrino Diego «El Cigala» (nacido en diciembre de 1968 en Madrid España, hijo de Aurora Motos Salazar y José Jimenez «José de Córdoba»).
- Su nieta Tamara (nacida el 27 de junio de 1984 en Sevilla) y su nieto Jesús Rafael Valcárcel Serrano (nacido el 12 de noviembre de 1985 en Sevilla), los hijos de Matilde Serrano y Federico Valcárcel, y sus nietos pequeños Manuel Alejandro (1 de julio de 2002), Adriana y Luis Miguel Sanguino Salazar (20 de agosto de 2006).

## Discografía

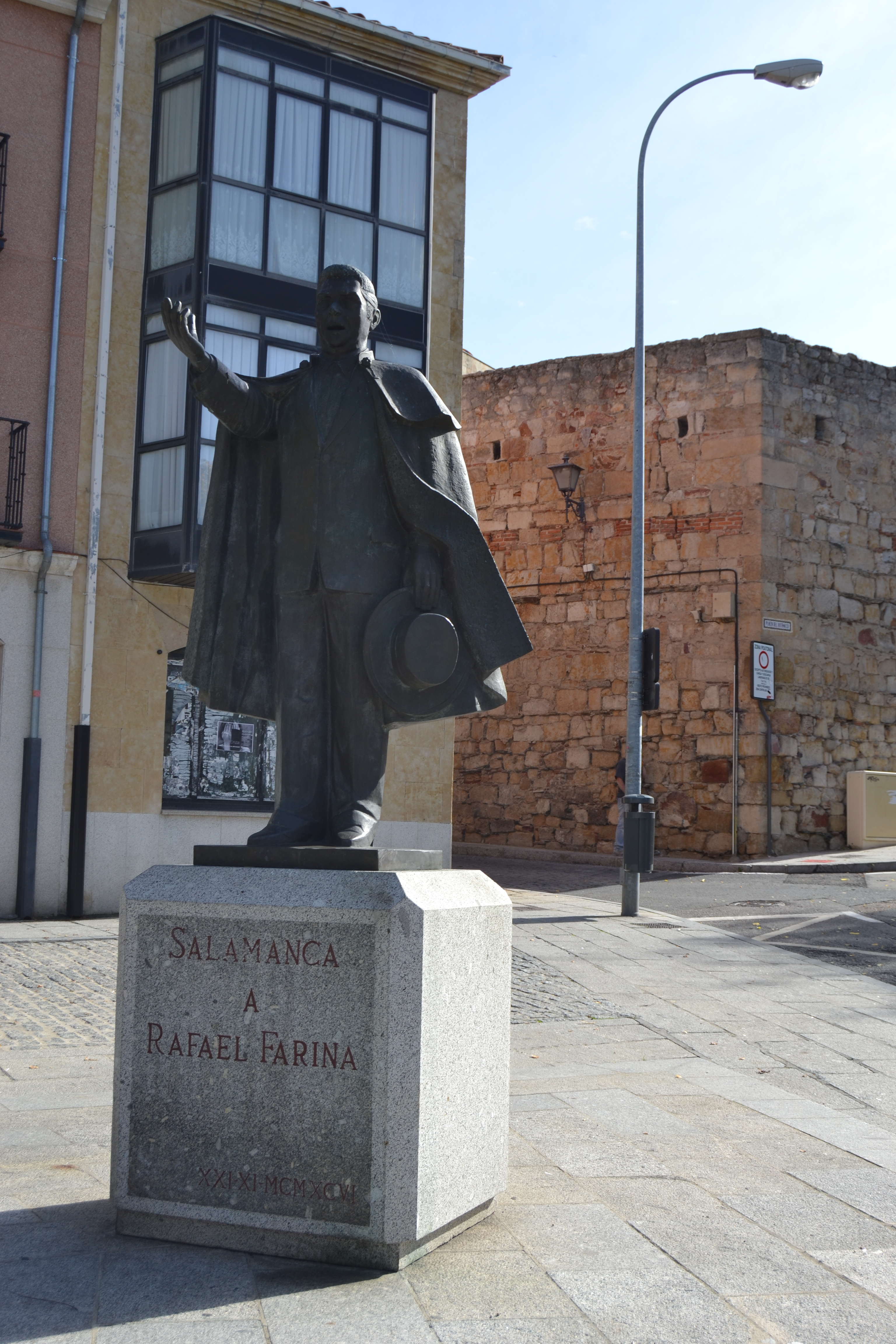
Monumento a Rafael Farina en el Barrio Chino de Salamanca.

Son numerosas las canciones que popularizó este gran cantaor. Las más conocidas son:
- Mi Salamanca
- Vino amargo
- Mi perro amigo
- Dinero y Riquezas
- Aurora
- Twist del faraón
- No echarle más tierra santa
- Mi corazón dice, dice
- Caminito del olvido
- Piensa ser buena y honrá
- Las Campanas de Linares
- Sendas del Viento
- A Barcelona llegan los olés
- Tientos del Reloj
- Que doblen las campanas
- Los iguales para hoy
- Que no te olvido un momento
- Por Dios que me vuelvo loco
- Tesoro de coplas
- Un fandango informativo
- Como las piedras
- Nana de Jerez

## Muerte

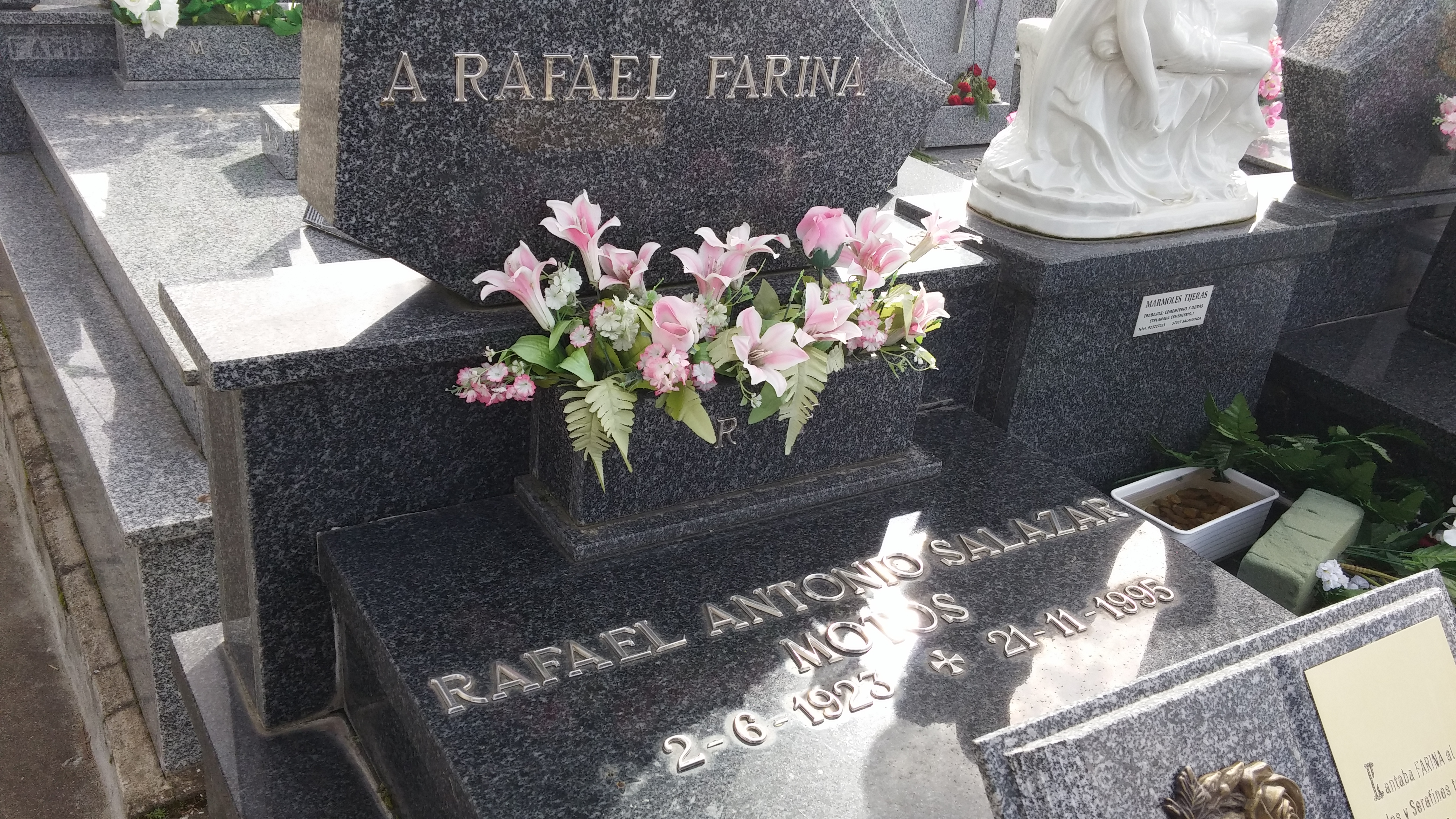
Tumba de Rafael Farina en el cementerio de Salamanca.

Rafael Farina  falleció en Madrid el 21 de noviembre de 1995 a los 72 años de edad, como consecuencia de un infarto de miocardio, tras haberle sido practicada un operación a corazón abierto en la Clínica de Nuestra Señora de América de la capital. Está enterrado en el cementerio de su ciudad natal, Salamanca.